# Список умерших в 1345 году

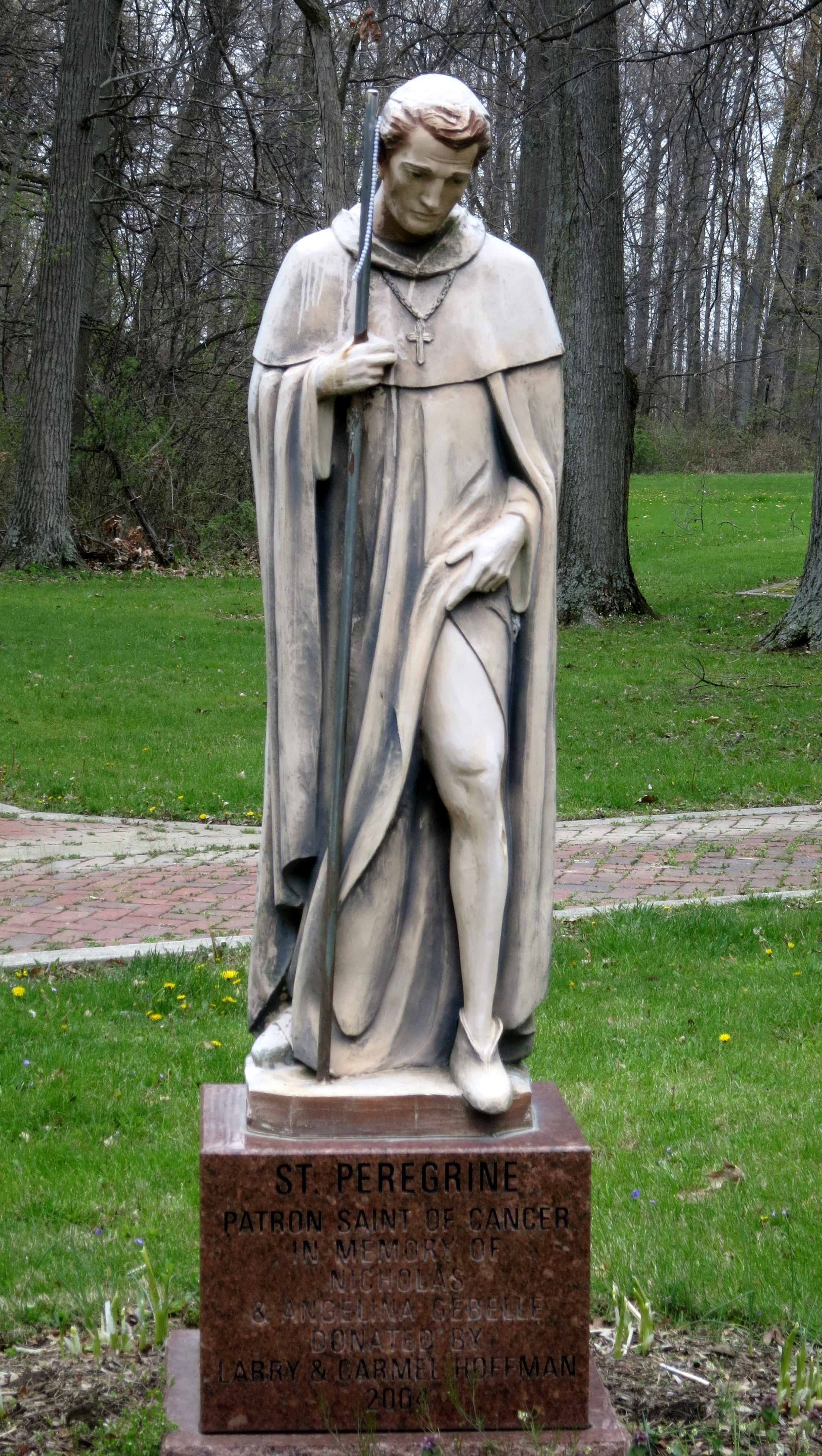
Пеллегрино Лациози

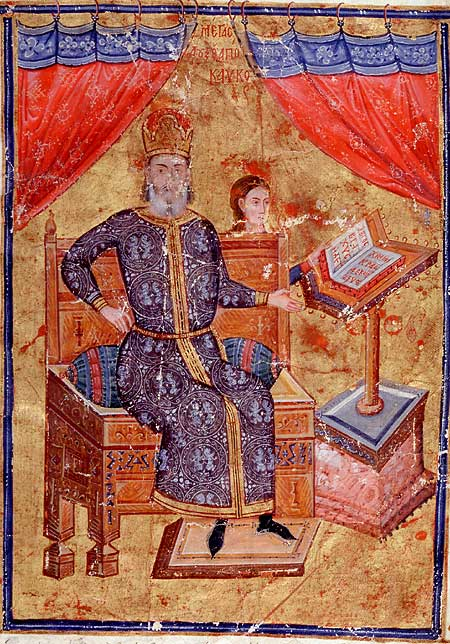
Алексей Апокавк

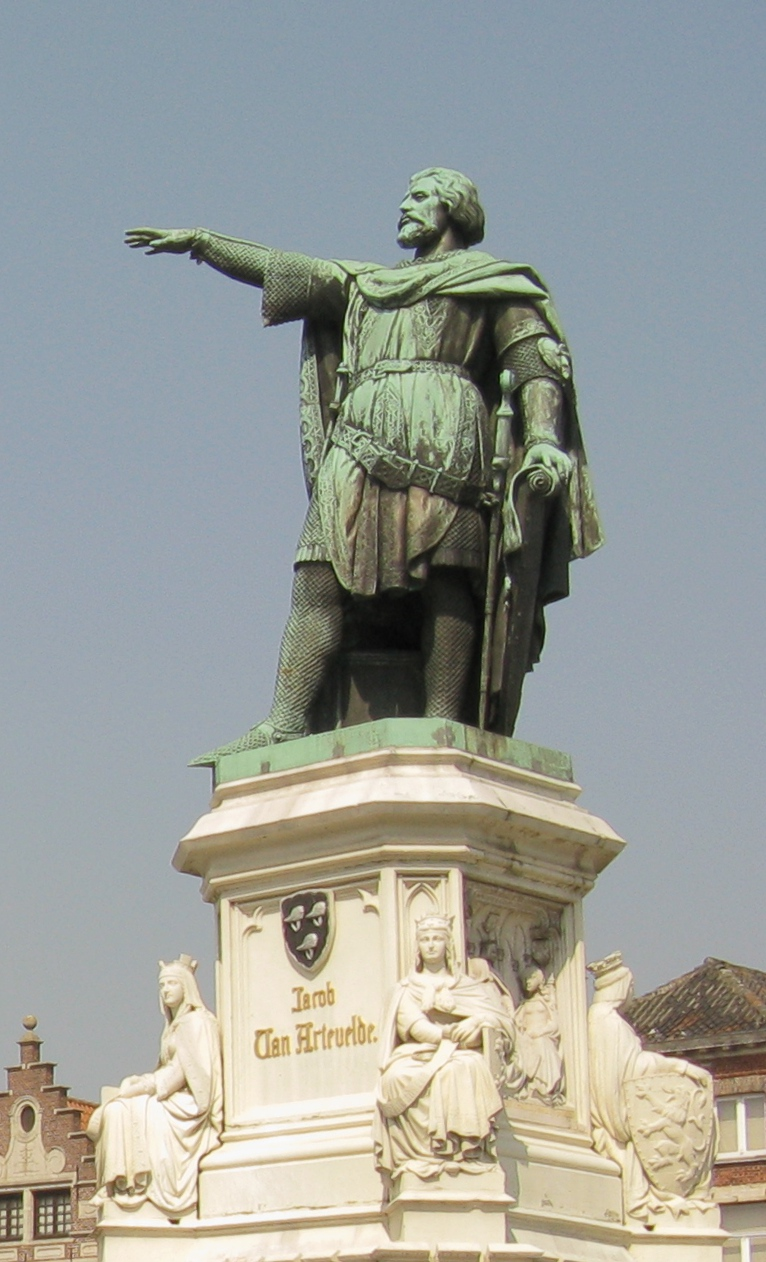
Якоб ван Артневеде

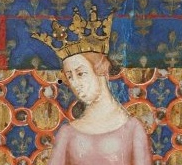
Санча Майоркская

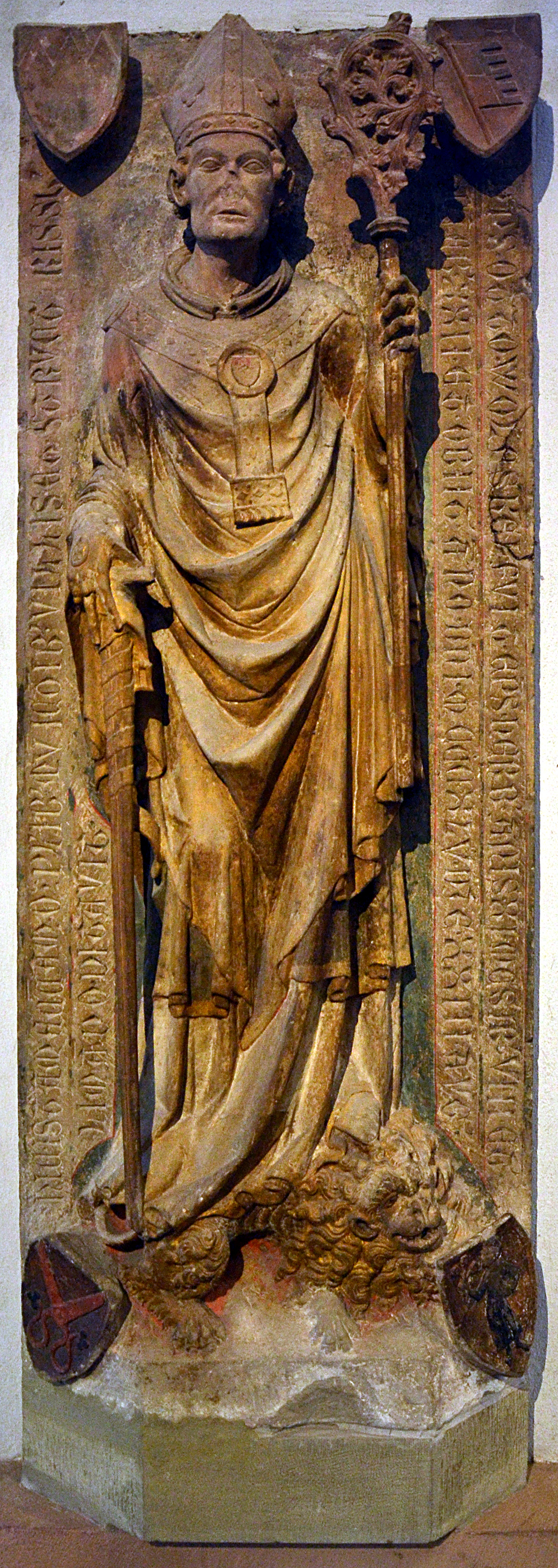
Отто II фон Вольфскель

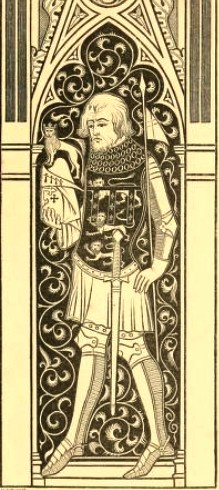
Генри Плантагенет, 3-й граф Ланкастер

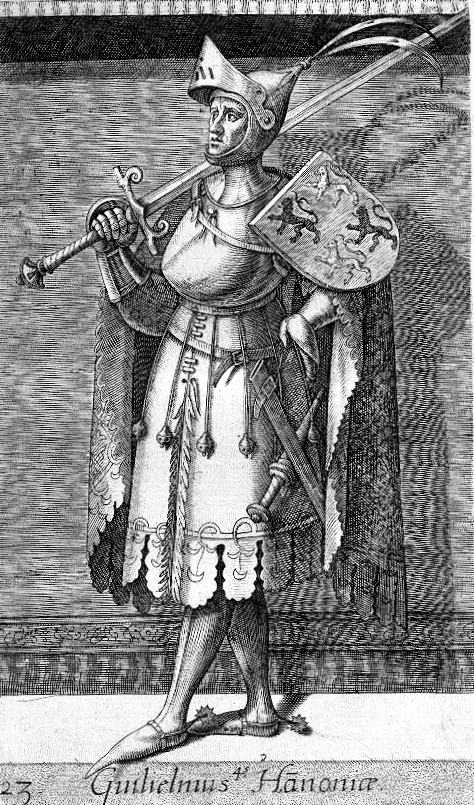
Вильгельм II де Эно

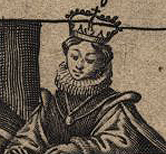
Констанса Мануэль

В этой статье представлен список известных людей, умерших в 1345 году.
См. также: Категория:Умершие в 1345 году

## Январь
- 14 января — Санджар аль-Явли[англ.] — эмир Газы и Палестины (1311—1320), эмир Хамы (1342)
- 17 января:
  - Анри д’Асти[англ.] — Латинский патриарх Константинополя (1339—1345), епископ Негропонта, святой римско-католической церкви; убит во время крестового похода на Смирну (1343—1345);
  - Мартино Дзаккариа — последний сеньор Хиоса (1314—1329), убит во время крестового похода на Смирну (1343—1345);
  - Пьетро Зено[англ.] — венецианский капитан бальи Негропонта (1331—1333), один из лидеров крестового похода на Смирну (1343—1345); убит.

## Февраль
- 19 февраля — Земовит II Мазовецкий — князь варшавский (1310—1313), равский, ломжинский и визненский (1313—1345).
- 24 февраля — Стефан II[нем.] — епископ Лебуса (1326—1345)

## Март
- 10 марта — Сати-бек — ильхан государства Хулагуидов (1338—1339), под опекой Чобанидов, старшая дочь Олджейту
- 11 марта — Анастасия Гедиминовна — первая жена князя московского Симеона Ивановича Гордого, дочь великого князя литовского Гедимина. Умерла от чумы
- 29 марта — Убертино да Каррара — сеньор Падуи Из рода Каррарези (1338—1345)

## Апрель
- 7 апреля — Филипп III де Мелён[фр.] — епископ Шалона (1335—1339), архиепископ Санса (1338—1344)
- 14 апреля — Ричард из Бери (58) — лорд-хранитель Малой печати (1329—1334), лорд-казначей (1334), лорд-канцлер (1334—1335), епископ Дарема (1333—1345).

## Май
- 1 мая — Пеллегрино Лациози — итальянский святой римско-католической церкви, покровитель больных раком, СПИДом и другими болезнями
- Чуто Брандини[итал.] — флорентийский чесальщик шерсти, руководитель первого в истории объединения предпролетариата, чей арест вызвал стихийную забастовку наемных рабочих (первую, известную в истории); казнён (повешен).

## Июнь
- 11 июня — Алексей Апокавк — государственный деятель и крупный военачальник (великий дука) Византийской империи во время правления императора Андроника III Палеолога, один из лидеров фракции сторонников Иоанна V Палеолога в гражданской войне в Византии в 1341 — 1347 годах. Убит восставшими заключёнными тюрьмы.
- 20 июня — Симон Монттегю[англ.] — епископ Вустера (1333—1337), епископ Или (1337—1345)
- 28 июня — Генрих II Свидницкий — князь Свидницкий (1326—1345)

## Июль
- 7 июля — Момчил — воевода и независимый болгарский правитель в Родопах и области Меропы, герой южнославянского эпоса, погиб в битве у Перитора
- 18 июля — Адам Орлетон — епископ Херефорда (1317—1327), епископ Вустера (1327—1333), епископ Уинчестера (1333—1345), лорд-казначей (1327).
- 22 июля — Агнесса Баварская[англ.] — дочь герцога Баварии Людвига II Строгого, ландграфиня консорт Гессенская как жена Генриха Гессенского Младшего, маркграфиня-консорт Бранденбург-Штендальская (1303—1318) как жена маркграфа Генриха I
- 24 июля — Якоб ван Артевелде — один из лидеров оппозиции городов Фландрии против Франции, предводитель восстания 1337 года. Убит разъярённой толпой во время народного восстания.
- 28 июля — Санча Майоркская — дочь короля Майорки Хайме II, королева-консорт Неаполитанского королевства (1309—1343), жена короля Роберта Мудрого
- Иоанн Апокавк[англ.] — сын военачальника Византийской империи Алексея Апокавка, архонт Фессалоники; убит зилотами

## Август
- 22 августа — Елизавета Куявская — дочь Казимира Гневковского, банша-консорт Боснии (1323—1345), жена Степана Котроманича
- 23 августа — Отто II фон Вольфскель[нем.] — князь-епископ Вюрцбурга (1333—1345)
- Ас-Салих Исмаил — мамлюкский султан Египта из династии Бахритов (1342—1345).

## Сентябрь
- 16 сентября — Жан IV де Монфор — граф де Монфор-л'Амори (1330—1345), герцог Бретонский (1341—1345), граф Ричмонд (1341—1342).
- 18 сентября — Андрей Венгерский — сын короля Венгрии Карла Роберта, первый муж неаполитанской королевы Джованны I, убит при невыясненных до конца обстоятельствах
- 22 сентября — Генри Плантагенет — 3-й граф Ланкастер и граф Лестер (1326—1345), верховный лорд-стюард Англии (1324—1345).
- 26 сентября — Вильгельм II де Эно Смелый — граф Эно (Геннегау), граф Голландии, граф Зеландии (1337—1345), погиб в битве при Ставерене.
- Аль-Ашраф Куджук (9) — мамлюкский султан Египта из династии Бахритов (1341—1342).

## Октябрь
- 16 октября — Готье III д’Энгиен (43) — сеньор Энгиенский (1310—1345), отец Сойе д’Энгиенн.
- 31 октября — Гильом де Тьёвиль[фр.] — епископ Кутанса (1315—1345)

## Ноябрь
- 3 ноября — Пьер I де Дрё — граф де Дрё (1331—1345).
- 13 ноября — Констанса Мануэль — королева-консорт Кастилии (1325—1327), жена короля Альфонсо XI Справедливого, кронпринцесса Португалии (1336—1345), жена инфанта Педро.

## Дата неизвестна или требует уточнения
- Аэд мак Тойрделбах о Конхобайр[англ.] — король Коннахта (1342)
- Василий Давидович Грозные Очи — князь ярославский (1321—1345)
- Василий Ярославич — князь муромский (?—1345)
- Генрих III[нем.] — граф Ортенбурга (1297—1345).
- Иосиф Каспи, провансальский гебраист, библейский экзегет, грамматик и философ.
- Роберт Клиффорд, английский аристократ, 4-й барон де Клиффорд (с 1344).
- Константин Михайлович — удельный князь дорогобужский, Великий князь Тверской (1327—1338, 1339—1345), родоначальник ветви дорогобужских князей.
- Ладислав Короги[англ.] — епископ Печа (1314—1345)
- Мамиа I Дадиани[англ.] — правитель Мегрелии из рода Дадиани (1323—1345)
- Мануил Фил — византийский поэт
- Мокуан Рейен[англ.] — японский художник
- Никколо I Цорци — маркиз Бодоницы (1335—1345).
- Чэн Дуанли[англ.] — китайский учёный и поэт